# Kristers Tobers
Kristers Tobers (sinh ngày 13 tháng 12 năm 2000) là một cầu thủ bóng đá chuyên nghiệp người Latvia hiện tại đang thi đấu ở vị trí trung vệ hoặc tiền vệ phòng ngự cho câu lạc bộ Lechia Gdańsk tại Ekstraklasa và Đội tuyển bóng đá quốc gia Latvia.

## Sự nghiệp thi đấu

### Quốc tế
Tobers ra mắt quốc tế cho Latvia vào ngày 21 tháng 3 năm 2019, khi vào sân thay cho Artūrs Karašausks ở phút thứ 68, trong trận đấu thuộc khuôn khổ Vòng loại giải vô địch bóng đá châu Âu 2020 gặp Bắc Macedonia trên sân vận động Toše Proeski Arena, kết thúc với tỷ số 3-1 nghiêng về đội chủ nhà.

### Câu lạc bộ
Vào tháng 1 năm 2020, anh gia nhập câu lạc bộ Lechia Gdańsk theo dạng cho mượn. Ngày 7 tháng 2 năm 2020, anh đã thi đấu ở vị trí tiền vệ trong trận đấu ra mắt đội bóng, gặp Śląsk Wrocław tại Ekstraklasa. Sau 6 lần ra sân, Lechia đã kích hoạt tùy chọn và Tobers đã ký một bản hợp đồng kéo dài đến tháng 6 năm 2023.

## Thống kê sự nghiệp thi đấu quốc tế
Tính đến 19 tháng 6 năm 2023
| 2019      | 6  | 0 |
| 2020      | 3  | 0 |
| 2021      | 3  | 0 |
| 2022      | 8  | 0 |
| 2023      | 4  | 1 |
| Tổng cộng | 24 | 1 |

## Bàn thắng quốc tế
| #  | Thời gian           | Địa điểm                          | Đối thủ    | Ghi bàn | Kết quả | Giải đấu                 |
| -- | ------------------- | --------------------------------- | ---------- | ------- | ------- | ------------------------ |
| 1. | 17 tháng 6 năm 2023 | Sân vận động Skonto, Riga, Latvia | Thổ Nhĩ Kỳ | 2–2     | 2–3     | Vòng loại UEFA Euro 2024 |